# Ethmolith
Ein Ethmolith oder auch Trichterplutonit (gr. ἠθμός (ethmos) – Sieb, λίθος (lithos) – Stein) ist ein sich nach unten verjüngender, subvulkanischer Magmatitkörper, der in größerer Tiefe entstanden ist. Der Begriff wurde 1903 von Wilhelm Salomon bei der Beschreibung des Adamello-Stocks geprägt. Die Grenzen des Plutons gegen das Nebengestein sind unscharf und fließend.
Beispiele für Ethmolithe finden sich neben dem Adamello etwa bei Peekskill in der Nähe von New York.